# Pocketful of Miracles (Lied)

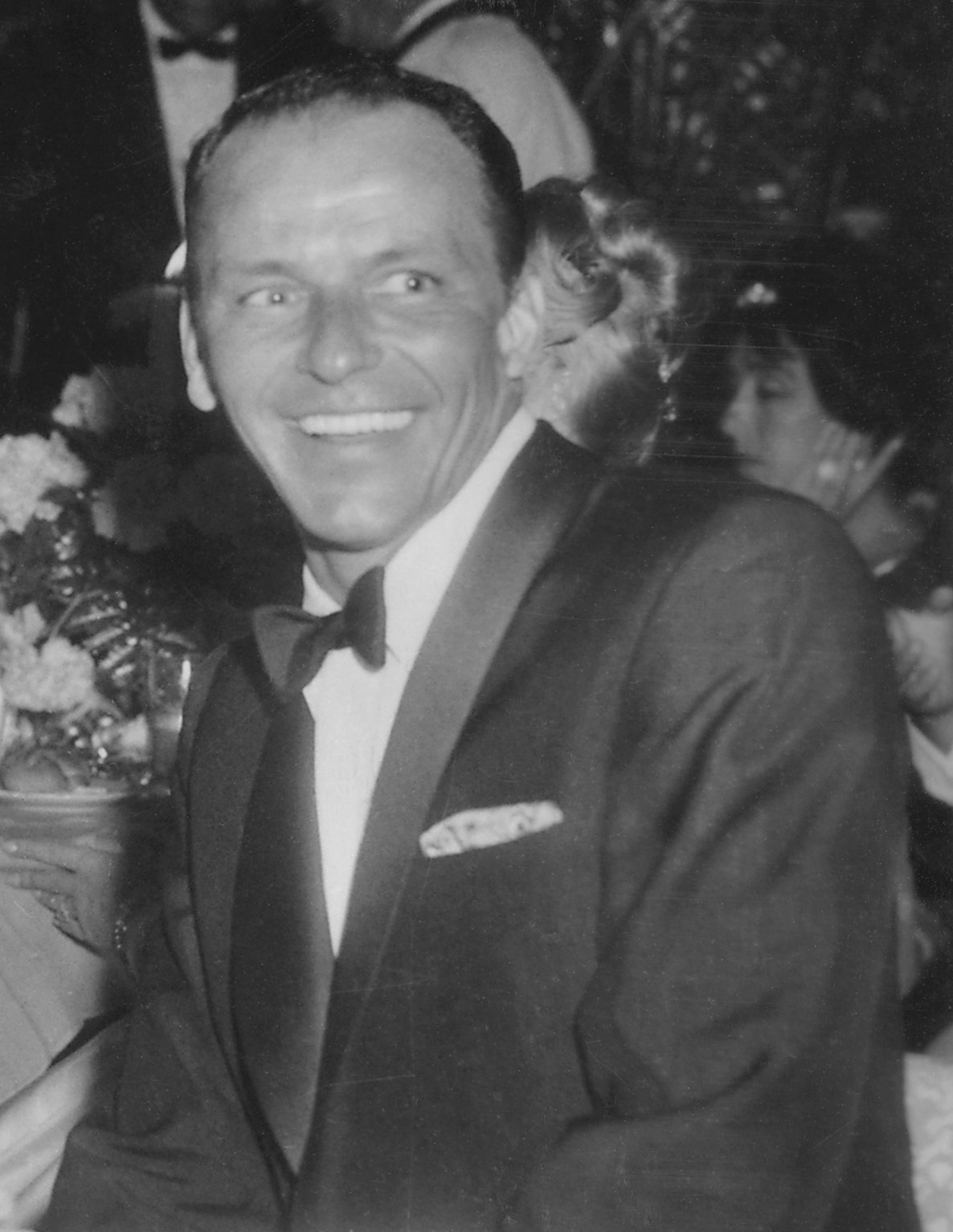
Frank Sinatra (1960), der Sänger des Liedes

Pocketful of Miracles ist der Titelsong des Films Die unteren Zehntausend (englischer Titel Pocketful of Miracles) aus dem Jahr 1961. Komponiert wurde der Song von Jimmy Van Heusen, getextet von Sammy Cahn. Gesungen wird er im Film von Frank Sinatra in Begleitung eines Kinderchors. Sinatra nahm das Lied am 22. November 1961 mit einem Arrangement von Nelson Riddle als Single für Reprise auf. Der Song wurde zudem 1963 auf dem Reprise Album „Sinatras Sinatra“ veröffentlicht. Am 24. Dezember 1961 stieg das Lied in die amerikanischen Billboard Charts ein, worin er sich 8 Wochen halten konnte, seine höchste Platzierung war Rang 34.
Bei dem Film Die unteren Zehntausend mit Glenn Ford und Bette Davis in den Hauptrollen handelt es sich um eine Neuverfilmung von Frank Capras 1933 erschienener Filmkomödie Lady für einen Tag.

## Übersetzung Liedtext
Das Praktische im Leben interessiert mich nicht. Die Liebe bestimmt mein Leben. Ich bin im Besitz einer Tasche voller Wunder, und mit einer solchen Tasche voll mit Wundern, ist alles was ich brauche, ein kleines Wunder pro Tag. Probleme treiben mich mehr oder weniger auch um, vor allem, wenn die Sonne nicht scheint. Aber dann habe ich ja meine Tasche voller Wunder und damit ist die Welt ein heller und leuchtender Apfel – und der gehört mir, mir ganz allein. Weiter ist die Rede von Glöckchen an einem Schlitten mitten im Mai, wobei ich mich bewege, als läge überall Schnee und mich so gut fühle, als sei jeden Tag Weihnachten. In dem Karussell des Lebens fahre ich umsonst. Am Ende heißt es, wenn ich ein ganz besonderes Wunder aus meiner Tasche voller Wunder heraussuchen dürfte, dann wähle ich mein Lieblingswunder und das ist, dass wir zusammen sind.

## Auszeichnung
1962 war Pocketful of Miracles in der Kategorie „Bester Song“ für einen Oscar nominiert. Die Auszeichnung ging jedoch an Henry Mancini und Johnny Mercer für ihr Lied Moon River aus der Literaturverfilmung Frühstück bei Tiffany.